# هجوم سجن سيوداد خواريز 2023
هجوم سجن سيوداد خواريز 2023 في 1 يناير 2023 قتلت عصابة 14 شخصًا عندما هاجمت سجنًا في سيوداد خواريز تشيهواهوا في المكسيك.

## خلفية
بدأت حرب المخدرات المكسيكية في عام 2006. سيوداد خواريز هي مدينة كبيرة في تشيهواهوا بجوار حدود الولايات المتحدة ، مقابل إل باسو في تكساس. نفذت عصابات المخدرات المكسيكية العديد من الهجمات في خواريز، بما في ذلك أعمال شغب في السجن في مارس 2009، وهجوم على مركز لإعادة التأهيل في سبتمبر 2009 ومذبحة في يناير 2010. نفذت عصابات خواريز عمليات القتل المتسلسلة هناك.

## الهجوم
في الساعة 7 صباحًا في 1 يناير 2023 وصلت عصابة في عدة عربات مصفحة إلى سجن ولاية سيريسو رقم 3 في خواريز، حيث فتحت النار على الحراس. قام بعض السجناء بأعمال شغب. قُتل عشرة حراس وسبعة سجناء، وأصيب 13 آخرون، واعتقل أربعة. هرب ما لا يقل عن 30 سجينًا بمن فيهم زعيم عصابة لوس ميكسيكلز إرنستو بينيون دي لا كروز الذي كان وراء موجة من عمليات القتل في أغسطس 2022 المعروفة باسم "الخميس الأسود"، والتي قُتل فيها 10 أشخاص.
بعد يومين من الهجوم أدى تبادل لإطلاق النار بين مسلحين ومحققين حكوميين كانوا يطاردون الفارين إلى مقتل خمسة مسلحين واثنين من المحققين.